# Tóth György (újságíró, 1931–1991)
Tóth György (Budapest, 1931. szeptember 7. – Budapest, 1991. december 27.) magyar újságíró, rádiós, televíziós szerkesztő-riporter, műsorvezető.

## Életpályája
Budapesten született, édesapja a Budapest Székesfővárosi Közlekedési Rt.-nél (BSZKRT) villamosvezetőként dolgozott. 
Nyomdásznak tanult, a Szakszervezeti nyomdában gyakornokoskodott, de az újságírás jobban érdekelte. 
1949-ben jelentkezett a Magyar Rádiónál és sikerült is ott riporterként elhelyezkednie. Az 1956-os forradalom kitörésekor a Rádió épületében tartózkodott, részese volt az ostrom eseményeinek, tagja a Szabad Magyar Rádió munkástanácsának, szerkesztője az azonos elnevezésű lapnak. A forradalom alatt vállalt szerepe miatt a forradalom leverése után eltávolították a Rádióból. Csak annak köszönhette, hogy nem került börtönbe, mert akadt néhány jó szándékú támogatója, s mert akkor már három gyermek apja volt. Erre hivatkozva sikerült „kivonni” a drasztikusabb felelősségre vonás alól és előbb a Szakszervezeti Nyomdában dolgozott, majd 1958-tól a Népművelési Intézetben szervezői és titkári állása lett.
1960-tól a Pest Megyei Hírlapnál rovatvezetőként dolgozott. Közben lehetőséget kapott, hogy a Magyar Televízió Híradója számára – külsősként – riportokat készítsen. ám előélete miatt a közvetlen politikai témáktól távol kellett tartsa magát, ezért szakterülete az ipar, a kereskedelem és a szolgáltatás lehetett csupán.
1971 augusztusától már belsős munkatársként dolgozott a Magyar Televízióban, a Matúz Józsefné vezette TV-Híradó népgazdasági rovatánál. Előbb szerkesztő-riporterként, majd főmunkatársként. A híradónál előbb Edelényi Gábor, majd Butskó György operatőrrel dolgozott, utóbbi szinte állandó munkatársának és barátjának számított. Munkájának köszönhetően lassanként elérte, hogy 56-os előélete ellenére a Híradó műsorvezetőjévé is válhatott. Készített riportokat A Hét című hírműsornak is.
Sok országban forgatott, a legemlékezetesebb riportútja az 1986-os kínai látogatás, ő volt ugyanis az első magyar híradós, aki a kulturális forradalom után Pekingbe látogathatott. Sokféle ismeretterjesztő filmet készített a legtöbbet a METESZ megbízásából.
A rendszerváltás idejét megelőző hónapokban a Televízió vallási műsorainak rendszerét kezdte szervezni, felépíteni.
Összesen hét gyermeke született, egy fiú és hat lány.
SZOT, szakszervezeti titkárként tevékenykedett és tagja volt a MÚOSZ-nak is.

## Díjai, elismerései
- Többszörös SZOT-díjas
- Kiváló dolgozó (1955)
- Szocialista Kultúráért (1985)
- Munka Érdemrend Arany fokozat (1986)
- MSZOSZ-díj (1992), posztumusz[2]